# Преображеновский сельсовет (Башкортостан)
Преображе́новский сельсове́т — упразднённая в 2008 году административно-территориальная единица и сельское поселение (тип муниципального образования) в составе Стерлитамакского района. Почтовый индекс — 453146. Код ОКАТО — 80249876000. Код ИФНС — 0242. Согласно Закону Республики Башкортостан «О границах, статусе и административных центрах муниципальных образований в Республике Башкортостан» от 16 декабря 2004 года имел статус сельского поселения.
В 2008 году Преображеновский сельсовет объединён с сельским поселением Николаевский сельсовет.

## Состав сельсовета
Преображеновский сельсовет: деревня Преображеновка — административный центр, деревня Кунакбаево (приложение 44х);
- д. Преображеновка
- д. Кунакбаево

## История
Закон Республики Башкортостан от 19.11.2008 N 49-з «Об изменениях в административно-территориальном устройстве Республики Башкортостан в связи с объединением отдельных сельсоветов и передачей населённых пунктов» гласил:

 "Внести следующие изменения в административно-территориальное устройство Республики Башкортостан:
40) по Стерлитамакскому району:

в) объединить Николаевский и Преображеновский сельсоветы с сохранением наименования «Николаевский» с административным центром в селе Николаевка.
Включить деревни Преображеновка, Кунакбаево Преображеновского сельсовета в состав Николаевского сельсовета.
Утвердить границы Николаевского сельсовета согласно представленной схематической карте.
Исключить из учетных данных Преображеновский сельсовет;

## Реки
реки Стерля, ручей Томак.

## Географическое положение
На 2008 год граничил с муниципальными образованиями Николаевский сельсовет, Октябрьский сельсовет («Закон Республики Башкортостан от 17.12.2004 N 126-з „О границах, статусе и административных центрах муниципальных образований в Республике Башкортостан“»).

## автодороги
Стерлитамак — Стерлибаш, Октябрьское — Южный.